# John Hansen (1974)
John Hansen (16 marzo 1974) è un ex calciatore faroese, di ruolo centrocampista.